# Arturo Torró
Arturo Torró Chisvert (La Alcudia, 12 de enero de 1963 - Xeresa, 19 de febrero de 2025) fue un político y empresario español.
Desempeñó el cargo de alcalde de Gandia desde 2011 hasta 2015, y fue presidente del Partido Popular en la localidad entre 2010 y 2016. También fue presidente de la Cooperativa Gandia Comercial Centro Histórico desde 1997 hasta 2007.
El 20 de febrero de 2025 fue encontrado muerto con un disparo en el pecho y marcas de estrangulamiento.

## Biografía
Arturo Torró era hijo de Teresa y Vicente Arturo, en el seno de una familia con dos hijos, siendo él, el pequeño de los hermanos. Torró perdió a su padre con tan solo 7 años y, desde entonces, su madre y su hermana María Teresa fueron sus dos pilares fundamentales. Tuvo dos hijos: Sara y Arturo.
Cursó sus primeros estudios en el Colegio de los Hermanos Maristas de Algemesí y se recibió de óptico optometrista en la Universidad de Alicante.
Más tarde se trasladó a Canadá, donde estudió en el Institut Nazareth et Louis Braille. Posee varias diplomaturas y másteres internacionales en el campo de la visión.
Ya de vuelta en España, el dinamismo y el encanto de Gandía le conquistaron, de manera que estableció su residencia en la ciudad de los Borgia. 
El 1994 fundó el Grupo +Visión, con más de 350 tiendas y operante en más de 20 países, lo que lo convirtió en el empresario más joven con más franquicias abiertas en España.
Además, en 1999 decidió crear la Fundación +Visión, desde donde desarrolló una tarea social y humanitaria en países en vías de desarrollo de la mano del cooperante Vicente Ferrer. 
En el ámbito asociativo de Gandía, entre 1997 y 2007, ocupó el cargo de presidente de la Cooperativa Gandía Comercial Centro Històric.
En 1998, el Ministerio de Economía y Hacienda le otorgó el Premio Nacional de Comercio Interior al Pequeño Comercio.

## Ámbito político
Afiliado al Partido Popular desde hace más de 20 años, Arturo Torró fue elegido concejal en las elecciones de 1999, aunque por un período muy corto dadas las discrepancias con el líder local Fernando Mut. Pese a ello, Torró siguió dando apoyo al partido durante las elecciones de 2003, pero no fue hasta los comicios del 2007 cuando fue propuesto candidato a la alcaldía de Gandía por el Partido Popular de la Comunidad Valenciana, presidido por Francisco Camps.
En enero de 2010, fue elegido presidente del Partido Popular de Gandía y en las elecciones municipales de 2011 consiguió la primera mayoría absoluta de la historia democrática de la ciudad con 13 concejales y 16 794 votos. Durante su legislatura, el Partido Socialista interpuso una denuncia que ha sido archivada en junio de 2018 y ratificada por el Tribunal en octubre de 2018.
En las elecciones de 2015, Arturo Torró repitió como candidato del Partido Popular, consiguiendo 12 concejales. Finalmente, un pacto entre PSPV-PSOE, la coalición de Més Gandía y Ciudadanos, dio la alcaldía a Diana Morant, del PSPV-PSOE, a pesar de las presiones del PP y de Arturo Torró contra el entonces líder de Ciudadanos en Gandia.
En enero de 2016, Torró renunció a su acta como concejal y dimitió como presidente del Partido Popular de Gandía, cediendo el testigo al diputado autonómico y concejal, Víctor Soler.